# 建瓯机场
建瓯大洲飞机场位于建瓯老城区以北，马汶村以南，崇阳溪东岸。始建于1933年，最初为向被围困在顺昌的国民革命军第56师空投粮食而修建。抗战时期隶属中国空军第十三总站管辖，是美国飞虎队的中转基地，为美军飞虎队的飞机提供维修、加油、中转等服务，设有一招待所和战地医院，为空运来的伤员诊疗服务。1949年以后由中国人民解放军驻黄华山空军站接管。在武夷山军用机场建成以后，加之部队缩编，黄华山空军站撤走，建瓯机场废弃不用。机场废弃后用作农田，没有进行商业开发。

## 历史

### 建成
在1933年8月的红军第三次反围剿战役中，顺昌、将乐、南平三城同时被红军包围，其中顺昌战事最烈，城内刘和鼎部队被困20余日而断粮，多次向南昌告急。为解决国民党第56师刘和鼎部队粮食供应，当时决定在建瓯抢建一临时机场，供飞机起降，向顺昌城空投粮食。刘和鼎派遣工兵营在建瓯的北门郊外大洲抢修1个长千米，宽300米，占地400亩的小型飞机场，电请南京飞来4架小型飞机，每天从建瓯飞往顺昌为被围军队投送粮食。机场建成后，每天向顺昌投粮食，空投持续一个多月。后来红军自动撤退，被困40多天的将乐、顺昌、南平三地解围。

### 抗日战争时期
抗日战争时期，建瓯飞机场担负着军政人员往来、战争物质运转的任务，也是抗战期间盟军的抗战机场，为美国援华空军飞虎队的中转基地。1942年6月7日，日军占领浙江衢州，设在衢州机场的空军第十三总站撤至福建建瓯机场。借用黄华山的城隍庙作办公室，宿舍另租民房，分散在庙的四周。机场经加工整理，跑道长一千多米，另有平行滑道一条。同年8月，日军撤出衢州，空军第十三总站即从福建建瓯迁回浙江衢州。1942年9月，服务美国援华空军“飞虎队”的隶属于战地服务团桂林支部的建瓯空军招待所成立，有两层小楼及餐厅，可同时接待20人食宿，并设有专职的理发师、洗衣人员，以及一支飞鹰剧团。另有一座小型战地医院。1944年6月日军发动金衢战役，衢州又一次沦陷，空军第十三总站又迁到福建建瓯，直至1945年8月抗战胜利，南京空军总部成立，空军第十三总站随即撤销。

### 1949年以后
1949年下半年，建瓯解放，机场由中国人民解放军驻黄华山空军站接管，主要负责机场扩建、维修保养和接受飞机紧急降落任务以支持解放军攻打金门、台湾。建瓯机场于1949年7月份起至11月中旬进行扩建，共历时4个半月，建设共征集各地民工5000余人，挖土12万方。新建的建瓯机场加长加宽了跑道，并建成三层办公楼一座，瞭望台一座，飞机掩体八个。机场建成后，曾多次用作传递急要公务的加油站。后新建武夷山军用机场，建瓯机场至此弃用。

## 环境
由于城南云际山的善见塔（俗称水南塔）正对机场跑道，宝塔成为飞行员们天然的地面标志。